# Circuito Turístico Montanhas Cafeeiras de Minas

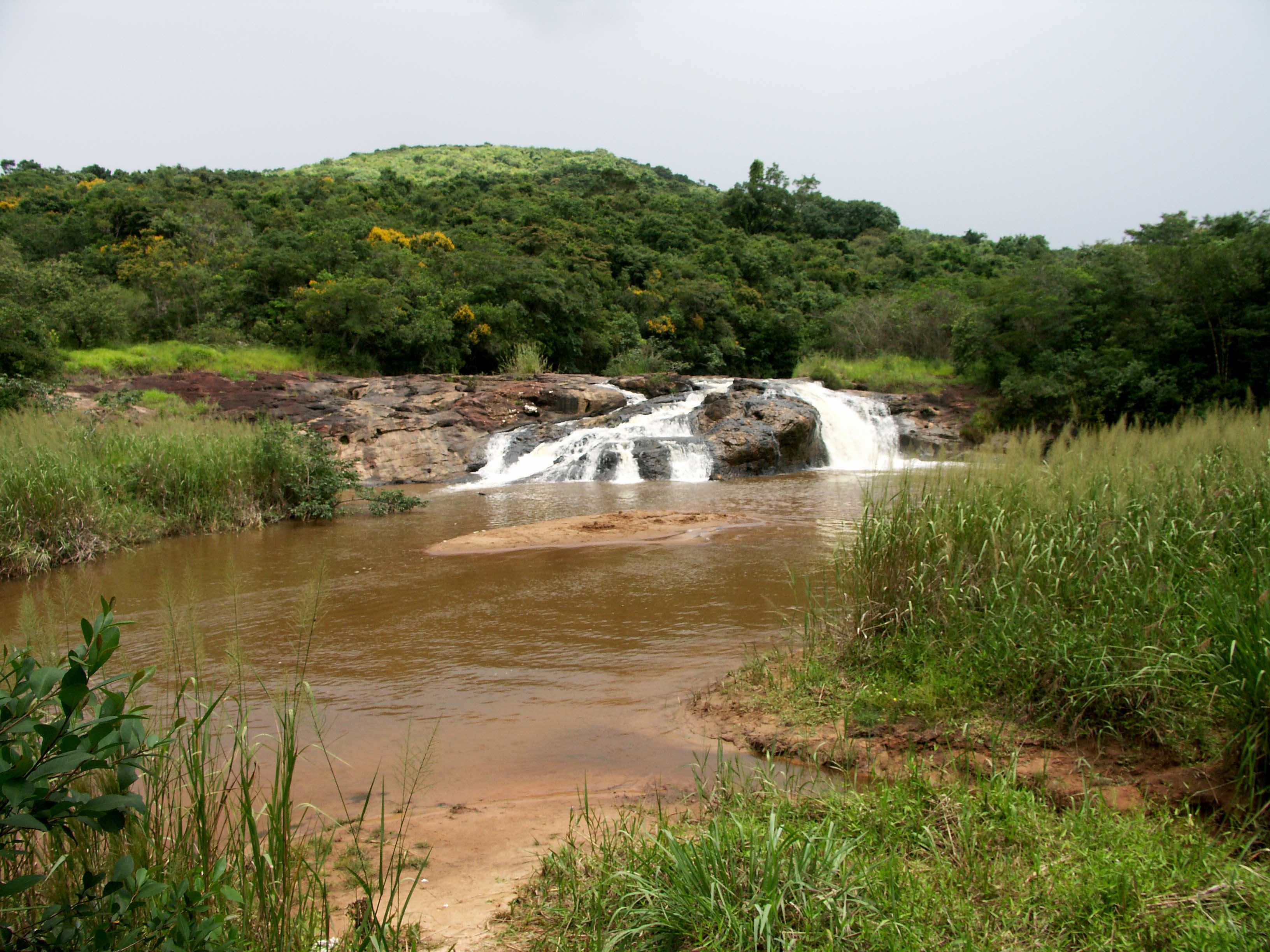
Queda dágua conhecida como Cachoeirinha, em Monte Santo de Minas.

Montanhas Cafeeiras de Minas é um circuito turístico do estado brasileiro de Minas Gerais integrado por cinco municípios da mesorregião do Sul e Sudoeste de Minas: Guaxupé, Muzambinho, Nova Resende, São Pedro da União e São Sebastião do Paraíso.

## Acesso
As principais rodovias que integram os municípios do circuito são as federais BR-265 e BR-491 e as estaduais MG-050, MG-446, MG-449 e MG-450. Há ainda aeroportos em Guaxupé e São Sebastião do Paraíso.